# جيوفاني مورابيتو
جيوفاني مورابيتو (بالإيطالية: Giovanni Morabito)‏ (26 يناير 1978 بريدجو كالابريا في إيطاليا - ) هو لاعب كرة قدم إيطالي في مركز الدفاع. لعب مع نادي تشيزينا ونادي جنوى ونادي ريجينا ونادي فيتشينزا ونادي كاتانزارو ونادي كروتوني ونادي مسينا وهيلاس فيرونا وASD Licata Calcio ‏ وASD Nuova Igea Virtus ‏ ولانشانو كالتشيو 1920 ‏.